# Anastoechus pruinosus
Anastoechus pruinosus är en tvåvingeart som beskrevs av Hesse 1938. Anastoechus pruinosus ingår i släktet Anastoechus och familjen svävflugor. Inga underarter finns listade i Catalogue of Life.